# Grünenbach
Grünenbach er en kommune i Landkreis Lindau, i regierungsbezirk Schwaben, i den tyske delstat Bayern. Den er en del af
Verwaltungsgemeinschaft Argental.

## Geografi
Grünenbach ligger i region Allgäu, og der er ud over Grünenbach, landsbyen Ebratshofen.

## Historie
Grünenbach hørte tidligere til Østrig, og var en del af det østrigske herskab Bregenz-Hohenegg. Efter Freden i Pressburg (1805) blev kommunen en del af Bayern. Den nuværende kommune blev dannet i 1818.